# Koslan
Koslan (russe : Кослан, komi : Кослан) est un village et le centre administratif du raïon d'Oudora de la république des Komis en Russie.

## Géographie
Koslan est situé sur les rives du fleuve Mezen, à 270 kilomètres au nord-ouest de Syktyvkar la capitale de la république.
Koslan est l'une des plus anciens habitats des Komis au bord du fleuve Mezen.

## Histoire
Le village est mentionné pour la première fois en 1554.
Les habitants pratiquaient l'agriculture, l'élevage, la chasse et la pêche.
En 1929, Koslan est devenu le centre du raïon d'Oudora.
En 1960, le centre de travail forestier de Koslan a été créé et les kolkhozes de la zone ont été fusionnées en Sovkhozes.
En 1974, le chemin de fer entre Mikoun et le raïon d'Oudora a été mis en service..

## Démographie
La population de Koslan a évolué comme suit:
| 1939  | 1959  | 1970  | 1979  | 1989  |
| ----- | ----- | ----- | ----- | ----- |
| 1 430 | 2 410 | 3 141 | 3 878 | 3 812 |

| 2002  | 2010  | 2021  | - | - |
| ----- | ----- | ----- | - | - |
| 2 679 | 2 288 | 1 879 | - | - |